# Porenut
Porenut war ein elbslawischer Gott, der insbesondere auf Rügen verehrt wurde.

## Name
In den Schriften von Saxo Grammaticus heißt der Gott Porenut latinisiert Porenutius, in der Knytlingasaga in verstümmelter Form Turupit.
Eine mögliche Erklärung für Porenuts Namen ist, dass er im Slawischen ursprünglich Perunic gelautet habe, was Sohn von Perun (dem Wettergott) bedeutet.
Porenuts Name wird ebenfalls von dem berühmten mittelalterlichen Hafen Pore auf Rügen abgeleitet.

## Gestalt
Porenut besaß einen Kopf mit vier Gesichtern und ein weiteres Gesicht auf seiner Brust.
Über die Stellung seiner Hände gibt es widersprüchliche Aussagen. Nach einer war die linke Hand gegen die Stirn gedrückt, jedoch in solch einer Weise, dass der Gott durch die Finger blicken konnte. Die rechte Hand hingegen berührte das Knie. Nach anderer Aussage berührte die linke Hand des Porenut die Stirn seines Gesichtes auf der Brust, die Rechte dessen Kinn.
Porenut wurde ohne Waffen dargestellt.

## Aufgaben
Porenut galt als ein Gott des Regiments, der über die Erde und die Luft herrschte. Auch wurde er, des möglichen Ursprungs seines Namens wegen, als Herr der Schifffahrt und des Seehandels verehrt.

## Verehrung
Porenut wurde in den Städten Carenz (slawisch Korenica, heute Garz/Rügen) und Julin (heute Wolin) verehrt. Bevorzugte Opfertiere des Gottes waren Ochsen, Kühe und Schafe.
In Carenz wurde Porenut gemeinsam mit den Göttern Rugievit und Porevit verehrt, jedoch in getrennten Tempeln.
Sein dortiger Tempel besaß ein auf Säulen ruhendes Dach und Teppiche bzw. Purpurvorhänge anstelle von Wänden. Dieser Tempel des Porenut wurde im Jahre 1168 durch den Dänenkönig Waldemar I. zerstört.